# Verkannte Goldfurchenbiene

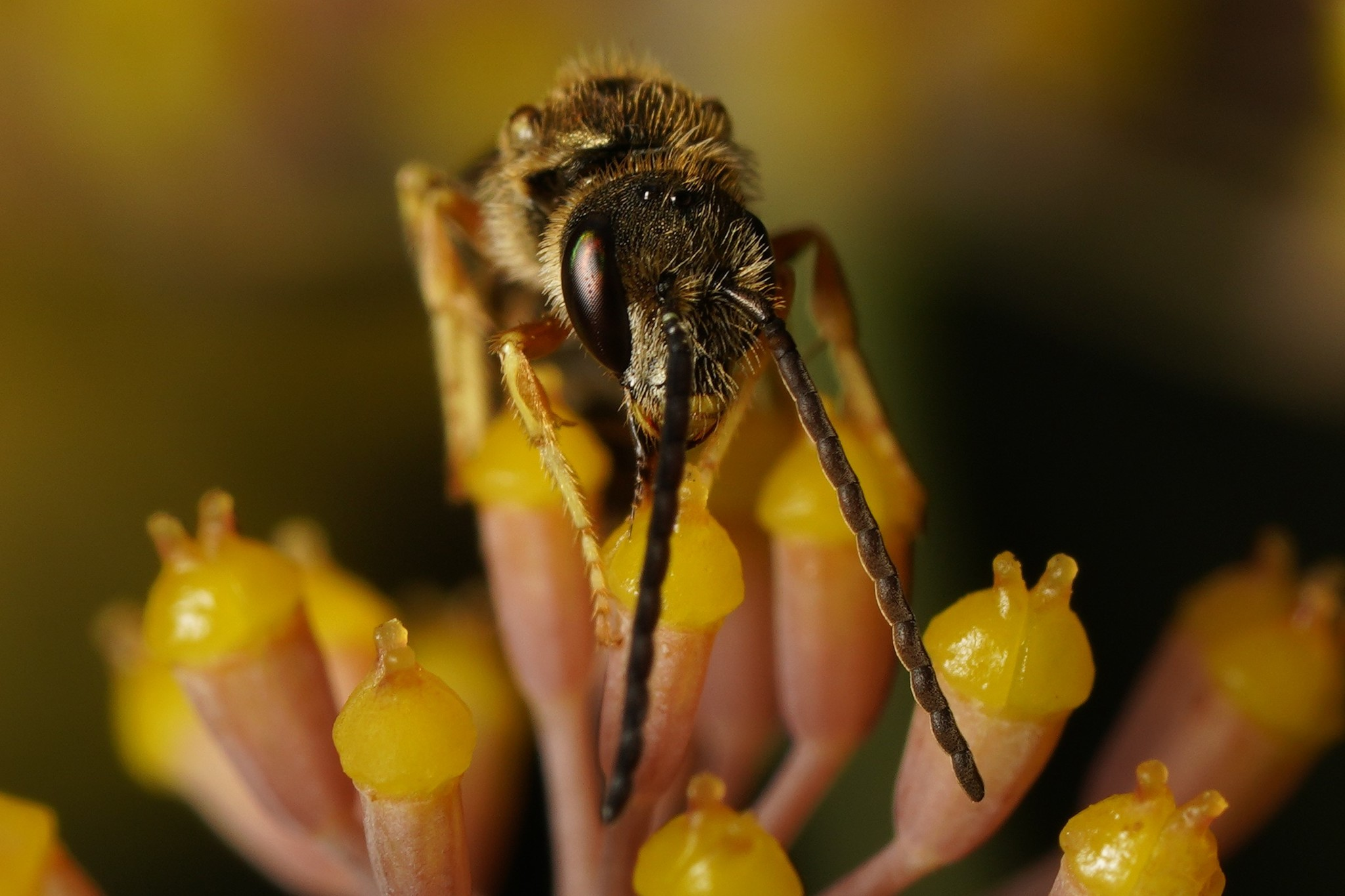
Verkannte Goldfurchenbiene in Manhattan, USA

Die Verkannte Goldfurchenbiene (Halictus confusus) ist eine Wildbienenart aus der Familie Halictidae.

## Merkmale
Halictus confusus ist 6 bis 9 mm lang, mit hellen, breiten Haarbinden, grünlichgolden, Endränder der Tergite dunkel. Die Weibchen sind nur schwer von Halictus tumulorum zu unterscheiden. Bei dieser ist die Haarbinde am Ende des dritten Tergites verschmälert und bei H. confusus sind die Kopfseiten hinter den Augen stärker abgeschrägt.

## Verbreitung
H. confusus ist holarktisch verbreitet, das heißt, die Art kommt sowohl in der Paläarktis (Europa und Asien, bis Ostasien) als auch in der Nearktis (Alaska, Kanada, USA) vor. Sie ist in Mitteleuropa in den geeigneten Lebensräumen (blütenreiche Sandgebiete) weit verbreitet und mäßig häufig. Sie kann sowohl im Flachland als auch im Gebirge bis zur subalpinen Höhenstufe nisten.

## Lebensweise
H. confusus nistet im Sandboden in selbstgegrabenen Hohlräumen. Die Nester werden vorzugsweise auf kahlen oder schütter bewachsenen Flächen in Sand- oder Lössboden, ausnahmsweise in Lehmboden angelegt. Die Weibchen sammeln Pollen von ganz verschiedenen Pflanzen, sind also polylektisch.
Während die Goldfurchenbiene in Europa meistens solitär nistet haben die meisten nordamerikanischen Populationen eine soziale Lebensweise. Dabei kann die Zugehörigkeit zur Kaste auch erst im adulten Stadium festgelegt werden und die Determination als Königin oder Arbeiterin kann situationsbedingt auch wechseln. Innerhalb einer Population können auch solitäre und soziale Lebensweisen gemischt vorkommen.
In Mitteleuropa fliegen die Weibchen, die überwintert haben, ab März oder April, die Männchen fliegen von Juli bis September.
Parasiten: vermutlich Sphecodes cristatus sowie Fächerflügler der Gattung Halictoxenus.

## Systematik
Halictus confusus gehört zur Untergattung Seladonia.
Die Art wird in mehrere Unterarten gegliedert:
- H. c. alpinus, inneralpin, Österreich und Schweiz
- H. c. arapahonum, USA (Mittlerer Westen)[5]
- H. c. confusus, USA
- H. c. glacialis, in Gebirgen Zentral-Iberiens
- H. c. pelagius, Ostpaläarktis
- H. c. perkinsi, weit verbreitet in Europa, südlich bis Nordmazedonien und Türkei